# Jössarinken
Jössarinken är en ishall belägen i Mörrum, Karlshamns kommun. Den byggdes 1966 som uterink. 1974 byggdes rinken in till en ishall med tak. Anläggningen renoverades till hösten 2020 och då invigdes även en träningshall på området. Ishallen är hemmaplan för Mörrums GoIS IK , Mörrums KK och Carlshamn Crusaders.